# Mansoor Sheik-Bahae
Mansoor Sheik-Bahae (* 1956 in Isfahan) ist ein US-amerikanischer Physiker, der sich mit Laserphysik und Nichtlinearer Optik befasst.
Sheik-Bahae erwarb 1980 seinen Bachelor-Abschluss in Elektrotechnik summa cum laude und 1982 seinen Master-Abschluss an der Catholic University of America und wurde 1987 an der State University of New York in Buffalo promoviert. 1990 bis 1994 war er Associate Research Professor an der University of Central Florida (CREOL), ab 1994 Assistant Professor, 1999 Associate Professor und 2005 Professor an der University of New Mexico.
Mit Eric Van Stryland und Ali Said entwickelte er die Z-Scan-Technik zur Messung von nichtlinearem optischen Materialeigenschaften (Absorptionskoeffizient und Brechungsindex). Ebenfalls mit Eric Van Stryland untersuchte er Kramers-Kronig-Relationen für Nichtlinearitäten und Kaskadeneffekte von Nichtlinearitäten 2. Ordnung. Außerdem untersuchte er Kühlung von Festkörperlasern und entwickelte einen Algorithmus im Rahmen der Kerr-Linsen-Autokorrelations-Technik zur Charakterisierung ultrakurzer Laserpulse (Mosaic Algorithmus).
Er ist Fellow der Optical Society of America (2000) und erhielt 2012 mit Van Stryland den R. W. Wood Prize.